# Seminemacheilus lendlii
Seminemacheilus lendlii là một loài cá vây tia thuộc họ Balitoridae. Trong tiếng Anh nó thường được gọi là anatolian loach. Nó được Hanko phát hiện vào năm 1924.
Loài này chỉ có ở Thổ Nhĩ Kỳ.